# Луций Тиллий Цимбр
Лу́ций Ти́ллий Цимбр (лат. Lucius Tillius Cimber; умер, предположительно, в октябре 42 года до н. э. при Филиппах, Македония, Римская республика) — римский политический деятель из плебейского рода Тиллиев, претор около 45 года до н. э. Один из участников убийства Гая Юлия Цезаря.

## Происхождение
О происхождении и родителях Луция Тиллия достоверно ничего не известно. В сохранившемся фрагменте надписи из Дельф, датируемой 62 годом до н. э., упоминается Луций Тиллий, сын Луция. На основании этого в современной историографии предполагается, что отец будущего убийцы мог носить такой же преномен — «Луций».
Прозвище Луция Тиллия — «Цимбр» (Cimber) — указывает на принадлежность его носителя к германскому племени кимвров, полностью уничтоженных объединёнными силами Гая Мария и Катула летом 101 года до н. э.

## Биография
Поначалу Луций Тиллий был ревностным сторонником Гая Юлия Цезаря, вследствие чего последний удостоил Луция претуры (предположительно, на 45 год до н. э.), а по её истечении — проконсульства в Вифинии.
Однако, когда диктатор отказался вернуть из ссылки брата Луция, Квинта, тот перешёл в противоположный лагерь и примкнул к сенаторам, замышлявшим убить Юлия Цезаря. Участие Цимбра в убийстве выразилось в том, что он подал товарищам сигнал к нападению, сдёрнув с Цезаря тогу.
После убийства Цимбр отправился в назначенную ему провинцию с империем проконсула. Позднее Луций Тиллий отплыл на Балканы, где присоединился к Марку Юнию Бруту: тот сделал Луция одним из своих легатов. Вероятно, Цимбр пал в одной из стычек под Филиппами в октябре 42 года до н. э.